# Olympische Sommerspiele 1952/Teilnehmer (Goldküste)
| Gelbes Symbol für Goldmedaillen mit stilisierten Olympischen Ringen | Graues Symbol für Silbermedaillen mit stilisierten Olympischen Ringen | Braundes Symbol für Bronzemedaillen mit stilisierten Olympischen Ringen |
| ------------------------------------------------------------------- | --------------------------------------------------------------------- | ----------------------------------------------------------------------- |
| —                                                                   | —                                                                     | —                                                                       |

Die britische Kronkolonie Goldküste nahm an den Olympischen Sommerspielen 1952 in der finnischen Hauptstadt Helsinki mit sieben männlichen Sportlern teil.
Das Ghana Olympic Committee wurde 1952 gegründet und im selben Jahr noch vom Internationalen Olympischen Komitee anerkannt. Zum ersten und gleichzeitig letzten Mal nahmen Sportler unter der Flagge der Goldküste an Olympischen Spielen teil, da acht Jahre später bereits der unabhängige Staat Ghana anstelle der Kronkolonie an den Sommerspielen 1960 in Rom teilnahm.

## Teilnehmer nach Sportart
Lediglich der Hochspringer James Owoo konnte das Finale eines Wettkampfes erreichen; zwei Sprinter, je ein Mittelstreckenläufer und Dreispringer sowie eine Staffel schieden im Vorlauf beziehungsweise der Qualifikation aus.

### Leichtathletik
100 m
- George Acquaah
Vorläufe: mit 11,1 s ausgeschieden

- Gabriel Laryea[1]
Vorläufe; mit 11,2 s im Vorlauf ausgeschieden

800 m
- Mohamed Sanni-Thomas
Vorläufe: mit 2:05,8 min ausgeschieden

4 × 100-m-Staffel
- Gabriel Laryea, George Acquaah, John Owusu und Augustus Lawson
Vorläufe: mit 42,1 s ausgeschieden

Hochsprung
- James Owoo
1,80 m
Rang 20

Dreisprung
- William Laing
14,09 m – in der Qualifikation ausgeschieden
Rang 25